# Heterolocha subroseata
Heterolocha subroseata är en fjärilsart som beskrevs av W. Warren 1894. Heterolocha subroseata ingår i släktet Heterolocha och familjen mätare. Inga underarter finns listade i Catalogue of Life.